# Sentenza sul caso degli emoderivati infetti in Giappone
La sentenza sul caso degli emoderivati infetti in Giappone è la n. 947 del 2005 e venne emessa dalla Corte Suprema del Giappone che ha costituito una decisione storica per quanto riguarda la responsabilità penale nei casi di negligenza amministrativa, in quanto segna il primo caso in cui un funzionario governativo è stato ritenuto responsabile per questa fattispecie di reato.
La Corte ha confermato la condanna di Akihito Matsumura, ex direttore della divisione biofarmaci e antibiotici del ministero della salute e del welfare, per la sua incapacità di prevenire l'utilizzo di prodotti emoderivati contaminati dall'HIV negli anni ottanta, causando così la morte di un paziente. In base a due sentenze di tribunali di grado inferiore, Matsumura ha causato la morte di un paziente con malattia epatica nel dicembre 1995 in quanto non ha bloccato l'uso di emoderivati non trattati al calore e quindi potenzialmente veicolo di infezione da HIV. Matsumura è stato condannato a una pena di un anno di carcere, sospesa condizionalmente per due anni.

## Il caso
Matsumura, un medico qualificato, è stato a capo della divisione biofarmaci e antibiotici del ministero della salute dal luglio 1984 al giugno 1986. Era responsabile dell'autorizzazione alla produzione e all'importazione di nuovi prodotti emoderivati.
Più di 1.400 emofilici sono stati esposti all'HIV e, di questi, 500 sono deceduti a causa della sua incapacità di prevenire la distribuzione di emoderivati negli anni ottanta quando era noto il rischio di contaminazione virale. Il trattamento termico che rende sicuri gli emoderivati non venne approvato in Giappone fino al 1985, circa due anni dopo rispetto agli Stati Uniti, mentre i prodotti non trattati termicamente non vennero vietati fino al 1986.
Matsumura, l'esperto di emofilia Takeshi Abe e tre ex presidenti della Green Cross, un'impresa farmaceutica produttrice di emoderivati, vennero incriminati per il caso degli emoderivati infetti. L'Alta Corte di Osaka ha ritenuto Renzo Matsushita, ex presidente della Green Cross, e due suoi colleghi, Tadakazu Suyama e Takehiko Kawano, colpevoli di morte come conseguenza di negligenza professionale.
È stato suggerito che il caso sia nato da un presunto tentativo da parte del governo giapponese di nascondere i crimini di guerra commessi dai membri dell'Unità 731 dell'esercito imperiale durante la seconda guerra mondiale. Ryoichi Naito, un medico dell'esercito dell'Unità 731, fondò la Japan Blood Bank che poi diventò Green Cross nel 1964. Il comandante dell'Unità 731 Masaji Kitano diventò direttore della Green Cross e altri ex membri dell'Unità prestarono servizio nella società tra gli anni settanta e gli anni ottanta. La società divenne infine la principale impresa farmaceutica e il più grande produttore di emoderivati in Giappone. Diversi membri dell'Unità 731 lavorarono presso il laboratorio dell'istituto nazionale per la salute, un organo del ministero della salute e del welfare, che aveva il compito di testare gli emoderivati prodotti dalla Green Cross. Il laboratorio non riscontrò mai che ci fossero segni di virus pericolosi nei prodotti della Green Cross.

## La sentenza
La Corte Suprema ha affermato che la principale responsabilità della prevenzione dei problemi alla salute provocati dai farmaci spetta alle imprese farmaceutiche e ai medici. Dal momento che il potere regolatorio del governo è secondario, anche se questo trascurasse di esercitare il proprio potere, i singoli dipendenti del governo non possono essere ritenuti immediatamente responsabili dal punto di vista penale di tali problemi. Tuttavia, questa logica non si applica ai casi in cui vi sia un imminente pericolo, come quando qualcuno corre il rischio di venire infettato dall'HIV a casa dell'utilizzo di prodotti emoderivati infetti.

## Impatto
Un editoriale del quotidiano Asahi Shinbun ha sostenuto che, nonostante la sentenza della Corte Suprema, il governo del Giappone non ha riconosciuto la responsabilità di prevenire danni ai cittadini da parte di prodotti farmaceutici:
Anche se non prevede la responsabilità penale, il caso ci ricorda il problema dell'epatite causata dai farmaci che è venuta alla luce l'anno scorso. Anche se il ministero della salute, del lavoro e del welfare aveva un elenco di 418 pazienti che avrebbero potuto aver contratto l'epatite C attraverso prodotti emoderivati infetti, è rimasto a guardare e non ha fatto nulla. Anche quella volta il ministero ha rifiutato di riconoscere la responsabilità dell'amministrazione affermando: "È responsabilità dei medici informare i pazienti e il governo non ha alcun obbligo di questo tipo". L'atteggiamento irresponsabile del ministero non è cambiato di una virgola.